# Kępa (przystanek kolejowy)
Kępa – przystanek kolejowy (dawniej stacja kolejowa )  obecnie w Dąbrowie Rzeczyckiej na linii kolejowej 68 Lublin Główny – Przeworsk. W latach 1922–1993 był to drewniany budynek stacyjny i stacja kolejowa, położone na styku granic administracyjnych miejscowości Wola Rzeczycka, Dąbrowa Rzeczycka i Kępa Rzeczycka.

## Ruch pasażerski
| Rok  | Wymiana pasażerska na dobę |
| ---- | -------------------------- |
| 2017 | 0-9                        |
| 2022 | 0-9                        |

## Historia
Nazwa przystanku Kępa została nadana w trakcie budowy linii kolejowej Lublin – Rozwadów,  przez Rosjan, którą oddano do użytku w dniu 31 grudnia 1914, gdy przystanek a w zasadzie wojskowy posterunek na trasie kolejowej zlokalizowali przy moście na Sanie w Kępie Rzeczyckiej. Fundamenty budynku widoczne do dziś przy wale p.powodziowym. W latach 20. XX wieku podczas przebudowy linii kolejowej i budowy mostu przeniesiono - wybudowano - stację kolejową ok. 2 km od Sanu na styku ówczesnych granic administracyjnych wsi Kępa Rzeczycka, Wola Rzeczycka i Dąbrowa Rzeczycka (Położenie: 50,6522400, 22,0326400). 
Głównym powodem był jedyny w okolicy dość szeroki teren kolejowy gdzie była możliwość wybudowania dodatkowych torów i rozjazdów - oraz umożliwienie bliższego dostępu do stacji mieszkańców tych wsi. Nazwę historyczną Kępa zachowano do dzisiaj. 
Stacja została zamknięta 1 lutego 1993, tory dodatkowe, rozjazdy i semafory zostały zdemontowane. Drewniany budynek stacyjny rozebrano a nowy murowany, oddalony od poprzedniego o ok. 300 m budynek przystanku kolejowego, postawiono blisko skrzyżowania linii kolejowej 68 z drogą nr 856. 
Znajdowały się tu niegdyś 2 tory główne, bocznica i 2 parterowe nastawnie z urządzeniami kluczowymi (dyspozytornia była w budynku stacyjnym) i sygnalizacją świetlną. 
Podczas elektryfikacji i remontu torowiska pomiędzy Zaklikowem a Rozwadowem w 2019 roku przystanek został wyposażony w nowy jednokrawędziowy peron. Budynek przystanku kolejowego rozebrano w 2023.